# Lechriodus fletcheri
Lechriodus fletcheri es una especie de anfibio anuro de la familia Limnodynastidae. Se encuentra en Australia.